# 高萩町
高萩町（たかはぎまち）は茨城県多賀郡にかつて存在した町である。

## 概要
現在の高萩市は1954年に新設合併によって誕生した市であり、本町とは異なる自治体である。本項では発足時の町名である松原町（まつばらまち）についても述べる。

## 歴史

### 町域の変遷
- 1889年（明治22年）4月1日 - 町村制の施行により、秋山村、島名村、安良川村、高萩村および伊師村の一部と合併して松原町が発足。
- 1937年（昭和12年）10月1日 - 松原町は改称し高萩町になる。
- 1954年（昭和29年）11月23日 - 高萩町は松岡町、黒前村、櫛形村、高岡村とともに合併して高萩市が発足。同日高萩町廃止。

変遷表
| 1868年 以前 | 1868年 以前  | 明治22年 4月1日 | 昭和12年 10月1日 | 昭和29年 11月23日 | 現在   |
| ----------- | ------------ | --------------- | ---------------- | ----------------- | ------ |
|             | 秋山村       | 松原町          | 高萩町 に改称    | 高萩市            | 高萩市 |
|             | 島名村       | 松原町          | 高萩町 に改称    | 高萩市            | 高萩市 |
|             | 安良川村     | 松原町          | 高萩町 に改称    | 高萩市            | 高萩市 |
|             | 高萩村       | 松原町          | 高萩町 に改称    | 高萩市            | 高萩市 |
|             | 伊師村の一部 | 松原町          | 高萩町 に改称    | 高萩市            | 高萩市 |

## 町名の改称
1889年（明治22年）4月に発足する松原町は、1884年（明治17年）6月に成立した高萩村・安良川村・島名村・秋山村・伊師村の連合戸長役場の管内であり、連合戸長役場は安良川村に置かれた。町村制施行にあたり、当時高萩村と安良川村の2村が中心的な機能を有していたことから、町名をめぐって問題となった。そこで、新町域の海浜に「松原千軒」と呼ばれるところがあり、この地域を「松原郷」と記した文献があったことから、松原町と命名された。
しかし、町制施行後に多賀郡役所を始めとして各役所が旧・高萩村域に置かれ、1897年（明治30年）には常磐線高萩駅が開業したことから、高萩が安良川より中心性を高めた。さらに「松原」を冠した役所と「高萩」を冠した役所が設置されて紛らわしく、駅名は「高萩」であり、幕藩体制下でも地域呼称として「松原」が使われていなかったことから、1937年（昭和12年）に松原町議会は全会一致で高萩町への改称を決め、5月14日に茨城県へ町名変更を申請、同年9月29日付の茨城県指令第5825号により変更が認められた。そして、同年10月1日に高萩町に改称した。町名改称を受け、町内にあった茨城県の役所はすべて「高萩」の名に統一された。

## 大字
- 秋山（あきやま）
- 安良川（あらかわ）
- 島名（しまな）
- 石滝（いしたき） - 明治33年に伊師が改称
- 高萩（たかはぎ）

## 町長
- 大高康

## 人口・世帯

### 人口
総数 [単位： 人]
| 1891年（明治24年） | 2,835  |
| 1895年（明治38年） | 5,008  |
| 1920年（大正 9年） | 7,635  |
| 1935年（昭和10年） | 9,653  |
| 1950年（昭和25年） | 19,449 |

### 世帯
総数 [単位： 世帯]
| 1920年（大正 9年） | 1,785 |
| 1935年（昭和10年） | 2,015 |
| 1950年（昭和25年） | 4,114 |

## 交通

### 鉄道
- 日本国有鉄道（ → 東日本旅客鉄道）
  - ■常磐線
    - 高萩駅

### 道路
- 一級国道
  - 国道6号（陸前浜街道）